# 异硫氰酸烯丙酯
異硫氰酸烯丙酯（Allyl isothiocyanate, AITC），是一種有機硫化合物，其化學式為CH2CHCH2NCS。
異硫氰酸烯丙酯是一種無色的油脂，芥菜、蘿蔔、辣根、芥末的刺激性味道都是來自於此化合物。這種辛辣的味道以及催淚的效果是通過TRPA1和TRPV1離子通道介導的。異硫氰酸烯丙酯微溶於水，但易溶於大多數的有機溶劑。

## 生物合成和生物功能
異硫氰酸烯丙酯主要來自於黑芥菜（Brassica nigra）或印度芥菜（Brassica juncea）的種子。當這些芥菜種子被破壞後，黑芥子酶會被釋放，並且作用在硫代葡萄糖苷(黑芥子硫苷酸钾)上產生出異硫氰酸烯丙酯。
異硫氰酸烯丙酯是植物用於對抗草食動物的防禦化學物質，但因為它本身也對植物具有危害，所以平時以無害的形式儲存，當植物被動物咀嚼時，經由酵素的作用才釋放出異硫氰酸烯丙酯抵抗動物的攝食。

## 商業及其他用途
異硫氰酸烯丙酯可藉由烯丙基氯和硫氰酸鉀的反應進行商業化生產：
CH2=CHCH2Cl  +  KSCN  →  CH2=CHCH2NCS  +  KCl
以這種方式獲得的產物有時被稱為合成芥子油。異硫氰酸烯丙酯也可以藉由種子的乾餾來獲得，以這種方式獲得的產物被稱為芥末精油，通常純度約為92%，主要用於食品中的調味劑。
人工合成的異硫氰酸烯丙酯可以用於當作殺蟲劑或是殺菌劑。並在某些情況下用於保護農作物。
水解異硫氰酸烯丙酯可以得到烯丙基胺。

## 安全性
異硫氰酸烯丙酯可作為一種催淚瓦斯，並且半數致死量為151 mg/kg。

## 腫瘤
在體外實驗以及動物實驗中，顯示出異硫氰酸烯丙酯具有許多腫瘤的化學預防劑的特徵，